# Максим (Пелов)
Митрополит Максим (в миру Марин Пенчов Пелов; 15 сентября 1850, Орешак — 1 марта 1938, Пловдив) — епископ Болгарской православной церкви, митрополит Пловдивский. С 1921 по 1928 год наместник-председатель Священного Синода Болгарской православной церкви. Общественный деятель, благотворитель.

## Биография

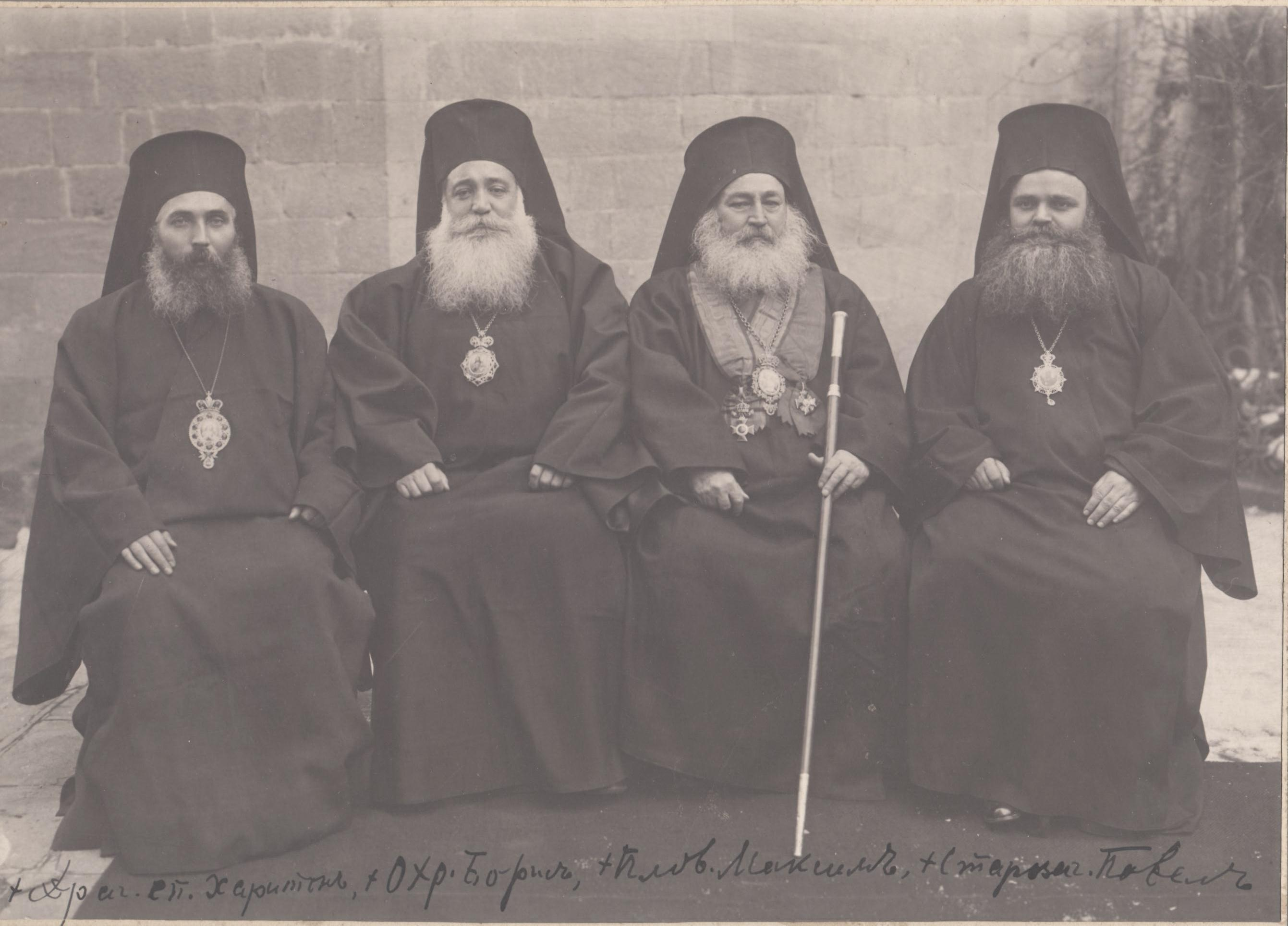
Митрополит Максим (второй справа) в 1924 году

Митрополит Максим родился 14 сентября 1850 года в селе Орешак близ Трояна, в Османской империя.
Окончил школу при Троянском монастыре. В 1862—1863 годы учился в Ловече, в 1863—1864 — в Сопоте.
Деятельно участвовал в акциях Болгарского экзархата с целью обратить внимание европейской общественности на болгарское население, пострадавшее после Апрельского восстания.
В 1877 году поступил в Киевскую духовную академию, которую окончил в 1881 году. Работал учителем в Троянском манастыре, Клисуре и Пловдиве.
С 1883 года — секретарь Болгарского экзархата в Константинополе.
В 1884—1886 годы — протосинкелл Болгарского экзархата. Исполнял ответственные миссии.
В 1886—1891 годы — управляющий Старозагорской епархией.
С 1892 по 1894 год возглавлял Скопскую епархию. По некоторым данным, подал в отставку с поста митрополита Скопского в 1895 году, а затем 2 года был настоятелем Болгарской церкви Святого Стефана в Константинополе.
В 1897—1906 годы управлял Ловчанской епархией.
С 1 октября 1906 года до кончины был митрополитом Пловдивским.
С 1913 года являлся членом Священного Синода, а с 22 октября 1921 по 28 марта 1928 года возглавлял его как наместник-председатель.
2 февраля 1907 года учредил Пловдивский филиал общества «Красный Крест» и являлся его председателем до 1933 года. С 1921 года — член Международный союз помощи детям.
В 1930 году митрополит Максим основал епархиальное книгоиздательство.
Скончался 1 марта 1938 года в Пловдиве.